# Sagone

Wappen Sagone

Die korsische Ortschaft Sagone (korsisch Saone) mit ca. 800 Einwohnern gehört teils zur Gemeinde Vico, teils zur Gemeinde Coggia und liegt 36 Kilometer nördlich von Ajaccio an der Westküste Korsikas am Golf von Sagone.

## Geschichte
Sagone war ab dem 6. Jahrhundert Bischofssitz. Piratenangriffe und die Malaria führten dazu, dass 1572 der Bischofssitz nach Vico und später nach Calvi verlegt wurde. Der Ort versank lange in Bedeutungslosigkeit. Erst die erfolgreiche Bekämpfung der Malaria nach dem Zweiten Weltkrieg führten zur Entstehung eines modernen Fischer- und Badeortes.

## Sehenswürdigkeiten
- Ruine der Kathedrale Sant’Appiano
- Tour de Sagone